# Karl Cerff
Karl Cerff, auch Carl Cerff, (* 12. März 1907 in Heidelberg; † 4. Mai 1978 in Karlsruhe) war ein deutscher Funktionär der NSDAP sowie der Hitlerjugend (HJ). Nach Kriegsende war Cerff führendes Mitglied der Hilfsgemeinschaft auf Gegenseitigkeit der Angehörigen der ehemaligen Waffen-SS (HIAG).

## Leben
Cerff arbeitete zunächst als Bankbeamter. Er trat 1922 in die SA und zum 17. Februar 1926 in die NSDAP ein (Mitgliedsnummer 30.314). 1928 wurde er Führer der Hitlerjugend (HJ) in Heidelberg; zwischen 1931 und 1932 war er Propagandaleiter der HJ für den Gau Baden. Zudem war er als Reichsredner für die NSDAP und die HJ aktiv.
Nach der Machtübertragung an die Nationalsozialisten war Cerff ab Mai 1933 in der Reichsjugendführung tätig, wo er die Abteilung R (Jugend- und Schulfunk) leitete. Zwei Jahre später übernahm Cerff im Range eines HJ-Obergebietsführers das Kulturamt der Reichsjugendführung und war außerdem ihr Beauftragter bei der Reichssendeleitung. Seit 1938 war Karl Cerff Chef diverser Hauptämter, zunächst des Hauptamtes Kultur der NSDAP-Reichsleitung und seit 1942 des Hauptamtes der Reichspropagandaleitung der NSDAP. In dieser Funktion war er zugleich Reichskulturwalter in der Reichskulturkammer. Nach seiner Ernennung zum Ministerialdirektor war Cerff 1944 im Reichspropagandaministerium tätig.
Cerff war zudem Mitglied der SS (SS-Nummer 323.782). Am 30. Januar 1943 wurde er zum SS-Brigadeführer befördert.
Versuche Cerffs, auf die Programmgestaltung des Rundfunks Einfluss zu nehmen, führten zu Konflikten mit Propagandaminister Joseph Goebbels und dem NS-Propagandisten Hans Fritzsche. Im Mai 1943 beanstandete Cerff die „flache Unterhaltungsmusik“ im Rundfunk und regte an, dass sich die Musikauswahl nicht nur an den Bedürfnissen von „Großstadtmenschen“, sondern auch an den Wünschen der Bewohner ländlicher Regionen orientieren solle. Goebbels notierte in seinem Tagebuch eine „scharfe Auseinandersetzung über das gegenwärtige Rundfunkprogramm. Cerff vertritt hier einen etwas übernationalsozialistischen Standpunkt. Wenn es nach ihm ginge, dann würde die Musik im Rundfunk ausschließlich mit Luren gemacht.“ Cerffs ursprüngliche Absicht, Berater des Rundfunks in „volkskulturellen Fragen“ zu werden, scheiterte. Stattdessen wurde er im Juli 1944 zum Berater von Fritzsche ernannt. Das Verhältnis zwischen Cerff und Fritzsche blieb gespannt. Im Oktober 1944 beschwerte sich Cerff bei Fritzsche über „wüsteste Jazz-Musik“, die er „wieder einmal“ im Reichsprogramm gehört habe. Aus unbekannten Gründen wurden den Mitarbeitern des Rundfunks im November weitere Kontakte zu Cerff untersagt. Im gleichen Monat wurde Cerff nach Italien abgeordert, wo er zivile und militärische Dienststellen disziplinieren sollte.
Nach Kriegsende arbeitete Cerff für den Europäischen Buchclub in Stuttgart. Laut dem britischen Geheimdienst unterhielt er Kontakte zum sogenannten „Gauleiter-Kreis“ um Ex-Propagandastaatssekretär Werner Naumann. Zudem gründete er den „Freundeskreis Bergherberg“, gedacht als Beistand für Rudolf Heß.
Von den 1950er Jahren bis mindestens 1975 war Cerff führendes Mitglied der HIAG, eines Traditionsverbandes früherer Mitglieder der Waffen-SS. Cerff war zunächst im Beirat des HIAG-Bundesvorstandes; 1962 war er dritter Bundessprecher und ab 1963 zweiter Bundessprecher. Cerff war der einflussreichste Unterhändler der HIAG und unterhielt zahlreiche Kontakte zu Politikern, Wirtschaftskreisen und Einrichtungen der Erwachsenenbildung. Mit den Kontakten sollte die Kompromissfähigkeit der ehemaligen Angehörigen der Waffen-SS unter Beweis gestellt werden und für deren politische Einschätzbarkeit gesorgt werden. Zudem sollte Einfluss auf Versorgungsregelungen nach Artikel 131 des Grundgesetzes genommen werden.
Zu Cerffs Gesprächspartnern gehörten unter anderem Erich Mende (FDP), Siegfried Zoglmann (FDP), Will Rasner (CDU) und Fritz Erler (SPD). Zudem organisierte Cerff informelle Gesprächskreise, beispielsweise im Mai 1959 ein Treffen von Generalbundesanwalt Max Güde (CDU) und dem Karlsruher Oberbürgermeister Günther Klotz (SPD) mit einer Gruppe von 23 Personen, die sich selbst als „Kreis ehemaliger Nationalsozialisten und Soldaten“ bezeichnete. Zu der Gruppe gehörten unter anderem der wegen Kriegsverbrechen verurteilte frühere Generaloberst der Waffen-SS, Sepp Dietrich, der Rechtsextremist und ehemalige Kampfflieger Hans-Ulrich Rudel und der rechtsextreme Verleger Herbert Grabert. Ein ähnliches Treffen mit Bundestagspräsident Eugen Gerstenmaier im Januar 1957 in Stuttgart wurde durch die Veröffentlichung von Cerffs Rede durch Grabert bekannt. Weitere informelle Treffen fanden bis in die 1970er Jahre statt.
Nach Einschätzung des Historikers Karsten Wilke dienten Cerffs Kontakte der HIAG „insbesondere der Transformation nationalsozialistischer Positionen“. Dabei war „Cerffs Bekenntnis zur Demokratie […] mehrdeutig interpretierbar.“ Beispielsweise lasse sich Cerffs „Plädoyer für einen ‚wehrhaften Staat‘ […] als Wunsch nach einer autoritären Staats- und Gesellschaftsform“ und als Versuch, „nationalsozialistische Deutungsmuster zu reetablieren“, begreifen.